# Перемога (Берестинський район)
Перемога — село в Україні, у Берестинському районі Харківської області. Населення становить 75 осіб. Входить до складу Зачепилівської селищної територіальної громади.

## Географія
Село Перемога знаходиться за 4 км від річки Берестова (правий берег), на відстані 2 км розташоване село Куми (залізнична станція Куми), на відстані 5,5 км розташоване село Леб'яже (залізнична станція Леб'яже). У селі бере початок Балка Безіменна.

## Історія
Село засноване 1920 року.
До 2016 року село носило назву Червона Перемога.
До 2017 року належало до Леб'язької сільради. Відтак увійшло до складу Зачепилівської громади.
Після ліквідації Зачепилівського району 19 липня 2020 року село увійшло до Красноградського (Берестинського) району.
22 червня 2023 року рішенням №230 Національної комісії зі стандартів державної мови віднесено до списку населених пунктів, які «можуть не відповідати лексичним нормам української мови», зокрема стосуватися «російської імперської чи колоніальної політики». Громаді рекомендовано обґрунтувати доцільність збереження поточної назви або запропонувати нову назву в установленому законодавством порядку.

## Населення
Згідно з переписом УРСР 1989 року чисельність наявного населення села становила 88 осіб, з яких 46 чоловіків та 42 жінки.
За переписом населення України 2001 року в селі мешкало 75 осіб.

### Мова
Розподіл населення за рідною мовою за даними перепису 2001 року:
| Мова       | Відсоток |
| ---------- | -------- |
| українська | 73,33 %  |
| російська  | 26,67 %  |

## Економіка
- Молочно-товарна ферма.

## Об'єкти соціальної сфери
- Фельдшерсько-акушерський пункт.